# Onesia girii
Onesia girii är en tvåvingeart som beskrevs av Hiromu Kurahashi och Thapa 1994. Onesia girii ingår i släktet Onesia och familjen spyflugor.
Artens utbredningsområde är Nepal. Inga underarter finns listade i Catalogue of Life.